# Почтальон (роман)
«Почтальон» (англ. The Postman) — научно-фантастический роман американского писателя Дэвида Брина, изданный в 1985 году. В 1986 году роман был удостоен премии Локус. В 1997 году роман был экранизирован Кевином Костнером.

## Сюжет
В романе описывается постапокалиптическая Земля — за 16 лет до начала романа состоялась война с применением ядерного оружия. Главный герой романа, Гордон Кранц, который называет себя Почтальоном, становится лидером, вокруг которого американская цивилизация начинает возрождение из постъядерных руин. Он пытается наладить связи между разобщёнными поселениями. Но при этом Кранцу приходится бороться против банд холнистов — объединений отпетых головорезов, последователей Натана Холна, который проповедовал жестокий феодальный элитаризм.
В основе романа лежат 2 рассказа — Почтальон (1982 год) и Циклоп (1984 год), которые Брин переделал в роман, впервые опубликованный в ноябре 1985 года. Роман номинировался на все три главные премии по фантастике в США, однако получил в 1986 году только премию «Локус».
Книга неоднократно переиздавалась на английском языке и была переведена на многие другие языки. В 1997 году по роману был снят кинофильм «Почтальон», но экранизация в прокате провалилась.

## Награды и номинации
- Номинирован на премию «Небьюла» за лучший роман: 1985 год
- Номинирован на премию «Хьюго» за лучший роман: 1986 год
- Премия «Локус» за лучший научно-фантастический роман: 1986 год (победитель)
- Премия «Мемориальная Премия Джона Кэмпбелла» как лучший научно-фантастический роман: 1986 год (победитель)

## Переводы

### На русском
Впервые на русском языке роман был опубликован в 1995 году в переводе А. Кабалкина. В этом переводе роман переиздавался в 1998, 2002 и 2004 годах.

### Переводы на другие языки
- На болгарском: «Пощальонът», 1998.
- На венгерском: «A jövő hírnöke», 1998.
- На испанском: «El Cartero», 1998, 2008.
- На итальянском: «L'uomo del giorno dopo», 1987.
- На немецком: «Gordons Berufung», 1989.
- На турецком: «Postacı», 1998.
- На японском: «"ポストマン"», 1988, 1998.

## Экранизации
- 1997 год: Почтальон (сценарист Брайан Хелгеленд, режиссёр Кевин Костнер).